# Comuna Strilkî, Starîi Sambir
Strilkî (în ucraineană Стрілки) este o comună în raionul Starîi Sambir, regiunea Liov, Ucraina, formată din satele Lopușanka-Homîna și Strilkî (reședința).

## Demografie
Componența lingvistică a comunei Strilkî
     Ucraineană (99,52%)
     Alte limbi (0,38%)
Conform recensământului din 2001, majoritatea populației comunei Strilkî era vorbitoare de ucraineană (99,52%), existând în minoritate și vorbitori de alte limbi.